# Wacław Czosnowski
Wacław Czosnowski, ps. „Aosta” (ur. 8 października 1897 w Bożykowcach na Podolu, zm. 22 lipca 1938) – polski urzędnik konsularny.

## Życiorys
Urodził się w rodzinie ziemiańskiej; syn Zdzisława i Marii z domu Skarbek. Wziął udział w wojnie polsko-bolszewickiej walcząc pod sztandarem Józefa Dowbora-Muśnickiego. Wstąpił do polskiej służby zagranicznej pełniąc w niej następujące funkcje – urzędnika konsularnego w Pradze (1925–1928), urzędnika Departamentu Polityczno-Ekonomicznego MSZ (1928–1933), kier. konsulatu w Lyonie (1934–1936), Strasburgu (1937) i konsula w Brukseli (1937–1938).

## Ordery i odznaczenia
- Srebrny Krzyż Zasługi (9 listopada 1932)[3]